# Images de Debussy
Ne doit pas être confondu avec Images pour orchestre.
Les Images composées par Claude Debussy sont deux cycles de trois pièces pour piano, écrites respectivement en 1905 et 1907. La durée d'exécution totale est d'environ 30 minutes.

## 1resérie
- Reflets dans l'eau
- Hommage à Rameau
- Mouvement

## 2esérie
- Cloches à travers les feuilles
- Et la lune descend sur le temple qui fut
- Poissons d'or[1].

## Composition
Claude Debussy a travaillé sur les trois pièces du livre premier au printemps et à l'été 1905. La rédaction définitive de Reflets dans l'eau retarda la remise du recueil à l'éditeur Jacques Durand à qui il écrit : « Sans fausse vanité, je crois que ces trois morceaux se tiennent et qu'ils prendront leur place dans la littérature de piano..., à gauche de Schumann ou à droite de Chopin. »
Debussy composa chez son ami Louis Laloy (qui fut son premier biographe) à Rahon en 1907 la première pièce de la seconde série, Cloches à travers les feuilles, inspirées par celles du clocher du village,.

## Enregistrements
De nombreux pianistes célèbres ont enregistré ce recueil au cours du XXe siècle. Le critique musical Jean Roy écrit au sujet d'un enregistrement de Claudio Arrau de mars 1979 (Diapason d'or n° 266 et 334) : «  Au sens absolu du terme, le Debussy de Claudio Arrau est incomparable. On avait déjà pu le constater à propos des Préludes : cette gravité, cette lenteur qui, au-delà des images fugitives semblent rechercher une communication avec ce qu'il y a de plus profond, de plus obscur dans l'univers debussyste, tout cela désoriente les admirateurs de Gieseking et de Michelangeli mais leur impose un nouvel angle d'écoute. »